# Segundo Villadóniga
Segundo Villadoniga (Montevidéu, 6 de novembro de 1915 — São Paulo, 26 de outubro de 2006) foi um futebolista uruguaio, que atuava como meia-atacante. Era conhecido como "El Architeto" pela habilidade em construir as jogadas, considerado um dos grandes jogadores sul-americanos de sua geração. Foi convocado diversas vezes para a Seleção Uruguaia, tendo disputado a Copa América de 1937, quando o seu país foi terceiro colocado.

## Carreira
Villadoniga começou a carreira no Atlético Cerro um pequeno clube uruguaio e depois se transferiu para o Guanderes. Ganhou destaque ao ser tricampeão uruguaio pelo Peñarol nos anos de 1935, 1936 e 1937. Foi contrato pelo Vasco da Gama para ser um dos destaques do time. Na equipe carioca jogou entre os anos de 1938 e 1942, atuando ao lado de craques como Zarzur, Niginho, Bernardo Gandulla e Alfredo II. Pelo Vasco conquistou o Torneio Luís Aranha, em 1940, e foi considerado o melhor jogador do futebol carioca, nos anos de 1939 e 1940. Villadóniga é até hoje o estrangeiro com o maior número de gols marcados pelo Vasco: 85 gols em 116 jogos.
Em 1942 foi para o Palmeiras, que ainda se chamava Palestra Itália, aonde jogou até 1946. A estréia de Villadoniga pelo time alviverde foi em 26 de julho de 1942, numa vitória por 3 X 2 sobre o São Paulo Railway. No Palmeiras foi um grande ídolo, tendo envergado a camisa palmeirense em 134 jogos, com 79 vitórias, 27 empates e 28 derrotas, tendo marcado 50 gols. Dono de uma habilidade extraordinária, foi peça decisiva na célebre partida de 1942, contra o São Paulo Futebol Clube, quando o clube mudou de nome, deixando de ser Palestra Itália e passando a chamar-se Sociedade Esportiva Palmeiras. Pelo Palmeiras foi duas vezes campeão Paulista, em 1942 e 1944 e duas vezes campeão da Taça Cidade de São Paulo, 1945 e 1946. E ainda campeão da Taça dos Campeões Estaduais Rio-São Paulo de 1942 e Torneio Início Paulista de 1946. Sua despedida se deu em 18 de dezembro de 1946, após triunfo sobre o River Plate, da Argentina, por 2 X 1.
Em 1947 retornou ao Uruguai, encerrando a carreira em 1950, jogando pelo Peñarol. Depois que deixou o futebol Villadoniga foi morar em São Paulo, onde chegou a trabalhar de garçom na “Trattoria Del Michele”. O local era um reduto palmeirense, pois ficava próximo ao Parque Antártica. Villadoniga morreu de causas naturais em 26 de outubro de 2006, aos 90 anos de idade. Ele morava na capital paulista, no bairro de Perdizes, e frequentava a sede do Palmeiras. Pouca gente sabe, mas após parar com o futebol passou a jogar bocha, tendo defendido o “Verdão” em vários campeonatos, inclusive sendo campeão interno dessa modalidade.

## Títulos
Peñarol
- Campeonato Uruguaio: 1935, 1936 e 1937

Vasco da Gama
- Torneio Internacional Luís Aranha: 1940
- Torneio Início do Rio de Janeiro: 1942[3]
- Troféu da Paz: 1942

Palmeiras
- Campeonato Paulista: 1942 e 1944
- Taça dos Campeões Estaduais Rio-São Paulo: 1942
- Taça Cidade de São Paulo: 1945 e 1946
- Torneio Início Paulista: 1946

## Premiações
- Jogador do ano: Melhor jogador do Vasco nas temporadas 1939 e 1940.
- Maior artilheiro estrangeiro da história do Vasco da Gama com 83 gols marcados.[4]
- 19° maior artilheiro de todos os tempos da história do Vasco da Gama.
- Artilheiro do Vasco da Gama na temporada de 1939 com 15 gols marcados.
- Artilheiro do Vasco da Gama na temporada de 1940 com 34 gols marcados.
- Artilheiro do Vasco da Gama na temporada de 1942 com 14 gols marcados.